# Карпачов Юрій Андрійович
Юрій Андрійович Карпачов (Карпачев) (16 квітня 1934, Новосибірськ — 29 червня 2016, Київ) — український науковець у галузі аерокосмічних технологій, інженер-конструктор, педагог. Доктор технічних наук (1987), професор (1990). Заслужений діяч науки і техніки України (2004). Дослідник питань навігації, керування літальними апаратами, робототехніки, конструктор-винахідник численних аерокосмічних розробок.
Понад 20 років — інженер-конструктор, головний конструктор систем керування ракетно-космічною технікою Київського заводу автоматики імені Г. І. Петровського (1958—1980). Майже 35 років — професор Київського політехнічного інституту (1983—2016), начальник науково-дослідної лабораторії Міжгалузевого науково-дослідного інституту проблем механіки «Ритм» при КПІ. Автор близько 100 наукових робіт, зокрема, понад 50 авторських свідоцтв на винаходи.

## Життєпис
Народився 16 квітня 1934-го року у Новосибірську, РРФСР.
У 1958-му році закінчив конструкторський факультет Ленінградського кораблебудівного інституту. Відтоді ж — співробітник Київського заводу автоматики імені Г. І. Петровського.
За 22 роки праці на заводі пройшов шлях від інженера-дослідника до головного конструктора систем керування ракетно-космічною технікою. Займався, зокрема, проблемами інерційних навігаційних систем, гірокомпасів та гіроскопів.
З 1980-го по 1986-й роки очолював проблемну лабораторію конструкторського бюро «Електроприладобудування» при Інститутах математики та кібернетики АН УРСР. З 1983-го року — педагог та науковий співробітник Київського політехнічного інституту.
У 1986-му році очолив лабораторію спеціального конструкторського бюро «Ритм» при інституті, через рік захистив дисертацію та здобув науковий ступінь доктора технічних наук. У цей період керував розробкою дослідного зразка автоматизованого випробувального комплексу великих авіаційних та космічних конструкцій із змінною конфігурацією.
У 1990-му році затверджений у вченому званні професора кафедри теоретичної механіки, тоді ж очолив науково-дослідну лабораторію динаміки та управління рухомими об'єктами у новоствореному Міжгалузевому науково-дослідному інституті проблем механіки «Ритм» при КПІ.
У 1992-му році керував розробкою багатовимірної нелінійної математичної моделі повітряного старту ракети-носія «Зеніт» із верхньої підвіски літака Ан-225 «Мрія». Тоді ж, разом із Михайлом Павловським, започаткував першу комплексну програму України з вертольотобудування.
З 1995-го по 2004-й роки керував створенням низки автоматизованих дистанційно-керованих комплексів для різного роду робіт на Чорнобильській АЕС, зокрема, унікальної серії легких радіаційно-стійких роботів. У 2004-му році нагороджений званням «Заслужений діяч науки і техніки України».

Могила Юрія Карпачова, Байкове кладовище

Автор близько 100 наукових робіт, зокрема, понад 50 авторських свідоцтв на винаходи. Дослідник питань навігації, керування літальними апаратами, робототехніки. Один із розробників комплексу бортового обладнання та наземних динамічних випробувань для космічної системи «Енергія-Буран».
Член організаційного комітету Федерації космонавтики УРСР та спеціалізованої вченої ради з захисту докторських дисертацій кафедри теоретичної механіки. Член редакційних колегій часописів «Механіка гіроскопічних систем» та «Інформаційні системи, механіка та керування». Член Державної комісії із запуску та експлуатації космічних апаратів серії «Січ».
Помер на 83-му році життя 29 червня 2016-го року. Похований разом з дружиною на Байковому кладовищі (ділянка № 33).

### Родина
Син інженера-конструктора, головного інженера інституту «Київдіпротранс», автора проєкту Варварівського мосту у Миколаєві Андрія Карпачова (1907—1985). Був одружений, виховав двох доньок-інженерів.

## Науковий доробок (частковий)
- «Способы построения функционалов автономного инерциального управления движением, не требующие бортовых интегрирующих счетно-решающих устройств» / Д. Г. Кореневский, Ю. А. Карпачев. — Киев: [б. и.], 1976. — 75 с. : ил.; 20 см.
- «Некоторые задачи инерциального управления» / Ю. А. Карпачев, Д. Г. Кореневский ; АН УССР, Ин-т математики. — Киев: Наук. думка, 1977. — 152 с. : ил.; 20 см.
- «Равномодульное программно-частотное управление минимально избыточной структурой двухстепенных силовых гироскопов» // Ю. А. Карпачев; Изв. АН СССР. Механика твердого тела, 1986. — № 2 — с. 64-67.
- «Создание радиационно-стойкого робототехнического комплекса для гидроабразивного резания металлоконструкций» // М. А. Павловский, Ю. А. Карпачев, Ю. Н. Савенко /Журнал НТУУ «КПИ», № 2., 1998 г.
- «Система технічного зору для дистанційно-керованого самохідного маніпулятора» / О. В. Бланар, І. П. Вакуєв, Л. І. Громок, О. В. Гусєв, Ю. А. Карпачов, С. І. Клюфас, М. А. Павловський, Г. В. Ракша, Ю. М. Рудик, Л. Р. Слободян // Вісник Національного університету «Львівська політехніка». — 2002. — № 455 : Електроніка. — С. 54–59.
- «Експериментальні дослідження динамічних характеристик агрегату для нанесення поліуретанової суміші на магістральні трубопроводи» / Карпачев Ю. А., Павлюк В. М., Дьомін Ю. М. // Наукові вісті НТУУ «КПІ». — 2010. — № 2. — С. 100—106.
- «Дослідження робочих процесів агрегату для безповітряного розпилювання поліуретанової суміші при її автоматичному нанесенні на магістральні трубопроводи» / Ю. А. Карпачев, В. М. Павлюк, Ю. М. Дьомін // Техніка будівництва. — 2010. — № 25. — С. 111—116.

### Авторські свідоцтва на винаходи (у співавторстві)
- 1968 — «Преобразователь напряжения в угол поворота вала»
- 1971 — «Способ релейного управления объектом с астатизмом второго порядка»
- 1972 — «Подвес поворотного объекта с токопередающим устройством»
- 1974 — «Способ преобразования цифрового кода в сдвиг фаз между формируемым и опорным напряжением»
- 1987 — «Опорный узел испытательного стола»
- 1987 — «Опора испытательного стола»
- 1990 — «Устройство обезвешивания элементов»
- 1990 — «Многокоординатный измеритель»
- 1994 — «Багатокоординатний вимірювач»
- 1996 — «Пристрій для визначення відносної кутової швидкості при коливальному процесі управління орієнтацією космічного апарата»
- 1996 — «Спосіб керування електромаховичним двигуном постійного струму в режимі двосторонніх включень»
- 1997 — «Спосіб запуску космічного апарата з літака»
- 1997 — «Спосіб релейного керування орієнтацією космічного апарата»
- 1997 — «Аеростатичний опорний вузол»
- 1997 — «Спосіб визначення порога чутливості гіроскопічного датчика кутової швидкості»
- 1998 — «Пристрій визначення відносної кутової швидкості при коливальному процесі керування орієнтацією космічного апарата»
- 1998 — «Зовнішній центратор»
- 2000 — «Спосіб визначення орієнтації осі свердловини»
- 2000 — «Спосіб визначення координат та орієнтації осі свердловини»
- 2000 — «Пристрій для пересування у трубопроводі»
- 2001 — «Спосіб просторового переміщення тіл»
- 2001 — «Пристрій для протягування фала»
- 2001 — «Пристрій для гідроабразивного різання радіоактивних відходів»
- 2002 — «Абразивний верстат з автоматичною заміною інструмента для різання радіоактивних матеріалів»
- 2002 — «Пристрій для створення гідравлічних тисків»
- 2002 — «Транспортний засіб з колісними рушіями»
- 2002 — «Оптико-механічний блок стереоскопічної телевізійної системи»
- 2002 — «Схват маніпулятора»
- 2003 — «Вимірювальний блок для навігаційного пристрою»
- 2003 — «Вантажопідйомний пристрій»
- 2003 — «Пристрій для намотування довгомірного матеріалу»
- 2004 — «Механізм дистанційного керування»
- 2004 — «Пристрій для намотування кабелю на барабан»
- 2004 — «Пристрій для струминного гідроабразивного різання матеріалів»
- 2004 — «Ударно-струминний витратомір»
- 2005 — «Автоматичний патрон»
- 2005 — «Дистанційно-керований транспортний засіб з багатоцільовим маніпулятором»
- 2005 — «Реверсивний механізм вільного ходу»
- 2005 — «Трьохкоординатний астроприлад побудови орбітальної системи координат»
- 2007 — «Машина для очищення і нанесення захисного покриття магістральних трубопроводів»
- 2007 — «Двокоординатний побудовник місцевої вертикалі планети»
- 2009 — «Пристрій для струминного гідроабразивного різання довгомірів»
- 2011 — «Маятниковий прилад для визначення вертикалі землі та кутів тангажу і крену на рухомому об'єкті (маятник Карпачева)»
- 2011 — «Маятниковий прилад визначення кутів тангажа і крену рухомого об'єкта (двокоординатний маятник Карпачева)»